# Umělecká díla ve stanicích pražského metra – linka B
Umělecká díla ve stanicích pražského metra – linka B obsahuje tvorbu výtvarných umělců umístěnou ve vestibulech, nástupištích a okolí stanic při jejich výstavbě. Seznam je řazen podle pořadí stanic.

## Seznam uměleckých realizací
| Stanice metra      | Fotografie                                                                                           | Název                                                                                | Autor                                                          | Vznik Osazení Zánik | Popis                                  | Poznámka |
| ------------------ | --- | ------------------------------------------------------------------------------------ | -------------------------------------------------------------- | ------------------- | -------------------------------------- | --- |
| Stodůlky           | Kategorie „Špička (náměstí Junkových)“ na Wikimedia Commons                                          | Očistné cvičení                                                                      | Martin Zet (*1959)                                             | — 1989 —            | socha, mramor                          | původně určeno pro nedostavěný západní vestibul stanice, později přemístěno za vestibul do prostoru nově postavené Britské čtvrti |
| Luka               | | Dekorativní stěna                                                                    | Eva Slavíková (*1955)                                          | — 1989 —            | dvě dekorativní stěny, elektroporcelán | vestibul |
| Lužiny             | | neuveden (†)                                                                         | Václav Šerák (*1931) Aleš Werner                               | — 1989 po 1989      | dekorativní stěna, šamotová keramika   | 110 m², zakryto hernou |
| Nové Butovice      | Kategorie „Sokly dvou komorních plastik Dvojice a Čekání“ na Wikimedia Commons                       | Dvě komorní plastiky Dvojice a Čekání pro stanici metra Dukelská (Nové Butovice) (†) | Jiří Volf (*1944)                                              | — 1988 po 1989      | socha, poštorenská kamenina            | zničeno, dochované sokly |
| Nové Butovice      | | Zahradní plastika (†)                                                                | Aleš Werner (*1952)                                            | — 1988 po 1989      | keramika                               | odstraněno |
| Nové Butovice      | Kategorie „Pomník dukelským hrdinům (Nové Butovice)“ na Wikimedia Commons                            | Pískovcová plastika Dukla na stanici metra Dukelská (Nové Butovice)                  | Milan Vácha (*1944)                                            | — 1988 —            | socha, pískovec                        | exteriér |
| Jinonice           | Kategorie „Jan Šverma (relief by Karel Houska)“ na Wikimedia Commons                                 | Jan Šverma (†)                                                                       | Karel Houska (1916–1987)                                       | — 1988 po 1989      | reliéf, kámen                          | vestibul, částečně překryto stěnou                                                                                                |
| Jinonice           | | Obklad ze skleněných tvarovek                                                        | František Vízner (1936–2011)                                   | — 1988 —            | obklad, sklo                           | nástupiště |
| Radlická           | Kategorie „Mosaic in Radlická metro station“ na Wikimedia Commons                                    | Mříž                                                                                 | Alexius Appl (*1944)                                           | — 1988 —            | mozaika,                               | schodiště ve vestibulu |
| Radlická           | Kategorie „Abstraktní plastika (Zdeněk Hošek)“ na Wikimedia Commons                                  | Plastika Vztah přírody a techniky pro atrium stanice metra Radlická                  | Zdeněk Hošek (*1948)                                           | — 1988 —            | socha, umělý kámen, bronz              | atrium |
| Smíchovské nádraží | | Výtvarné řešení stěny                                                                | Petr Svoboda (1942-1984)                                       | — 1985 —            | dekorativní stěna, keramika            | nástupiště |
| Smíchovské nádraží | | Pohled do krajiny (†)                                                                | Marta Taberyová (1930–2019)                                    | — 1985 po 1989      | reliéf, keramika                       | jižní vestibul zakryto obchodem                                                                                                   |
| Smíchovské nádraží | | Plastika v podchodu (†)                                                              | Aleš Vašíček (*1947)                                           | — 1985 po 1989      |                                        | podchod |
| Smíchovské nádraží | | Fontány (†)                                                                          | Jan Hendrych (*1936)                                           | — 1985 po 1989      | fontána                                | exteriér |
| Anděl              | Kategorie „Reliefs in Anděl station“ na Wikimedia Commons                                            | Florentinská mozaika v severním vestibulu (†)                                        | neuveden                                                       | — 1985 po 1989      | mozaika                                | severní vestibul, odstraněno při výstavbě v okolí                                                                                 |
| Anděl              | Kategorie „Reliefs in Anděl station“ na Wikimedia Commons                                            | Bronzová kompozice v jižním vestibulu                                                | neuveden                                                       | — 1985 —            | reliéf                                 | jižní vestibul |
| Anděl              | Kategorie „Reliefs in Anděl station“ na Wikimedia Commons                                            | 8 bronzových reliéfů na stěnách v prostoru                                           | neuveden                                                       | — 1985 —            | reliéf                                 | nástupiště |
| Karlovo náměstí    | Kategorie „Karel IV. a jeho doba (mosaic by Radomír Kolář and František Tesař)“ na Wikimedia Commons | Karel IV. a jeho doba                                                                | Radomír Kolář (1924–1993)                                      | — 1985 —            | mozaika, kámen                         | vestibul |
| Karlovo náměstí    | | Obklad ze skleněných tvarovek                                                        | František Vízner (1936–2011)                                   | — 1985 —            | obklad, sklo                           | nástupiště |
| Karlovo náměstí    | | Osvětlovací tělesa                                                                   | Josef Kochrda (1939–1995)                                      | — 1985 —            | osvětlení; kov, sklo                   | prostor schodiště do podchodu |
| Karlovo náměstí    | Kategorie „Vitráž (Ivanka Slavíčková)“ na Wikimedia Commons                                          | Skleněná stěna                                                                       | Ivanka Slavíčková                                              | — 1985 —            | vitráž, sklo                           | výstup Palackého náměstí |
| Karlovo náměstí    | Kategorie „Kruhový skleněný objekt (Jaroslav Štursa)“ na Wikimedia Commons                           | Skleněný objekt v podchodu                                                           | Jaroslav Štursa (1943–2011)                                    | — 1985 —            | osvětlení, sklo                        | podchod Palackého náměstí |
| Karlovo náměstí    | Kategorie „Pítko u stanice Karlovo náměstí (Luboš Růžička)“ na Wikimedia Commons                     | fontánka v Zítkových sadech                                                          | Luboš Růžička                                                  | — 1985 —            | pítko, kámen                           | exteriér Palackého náměstí |
| Národní třída      | | Fontána pro stanici metra Národní (†)                                                | Pavel Trnka (*1948) osvětlení Ing. Jan Benda                   | — 1986 2009         | fontána                                | exteriér |
| Národní třída      | | Kontakty (†)                                                                         | Stanislav Libenský (1921–2002) Jaroslava Brychtová (1924–2020) | — 1985 2008         | tavená skleněná plastika, sklo         | parter převezeno do muzea v Železném Brodě, později prodáno do muzea skla v Jerevanu                                              |
| Můstek (B)         | Kategorie „Praha (relief by Lubomír Šilar)“ na Wikimedia Commons                                     | Reliéf Praha                                                                         | Lubomír Šilar (1932–2016)                                      | — 1985 —            | reliéf, keramika                       | podchod, Jungmannovo náměstí |
| Můstek (B)         | Kategorie „Dekorativní obklad stěn Metro B-Můstek“ na Wikimedia Commons                              | Keramická stěna                                                                      | Helena Samohelová (*1941)                                      | — 1985 —            | dekorativní stěna, keramika            | vestibul, směr Jungmannovo náměstí                                                                                                |
| Můstek (B)         | Kategorie „Pítko u stanice Můstek (Jiří Kryštůfek)“ na Wikimedia Commons                             | Fontánka na Jungmannově náměstí                                                      | Jiří Kryštůfek (1932–2014) Jarmil Srpa (*1947)                 | — 1985 —            | pítko; žula, vápenec                   | Jungmannovo náměstí |
| Můstek (B)         | | Fontánka u Dětského domu                                                             | ing. arch. Karel Fořtl ing. arch. Miroslav Suchý               | — 1985 —            | pítko; žula, vápenec                   | u bývalého Dětského domu |
| Můstek (B)         | | Osvětlovací prvky pěší zóny                                                          | ak. soch. Jiří Flašar                                          | — 1985 —            | osvětlení                              | exteriér |
| Náměstí Republiky  | | Tři dvojice skleněných stél (†)                                                      | Václav Cigler (*1929)                                          | — 1985 po 1989      | stéla, sklo                            | západní vestibul, přemístěno do soukromých prostor OC Palladium                                                                   |
| Náměstí Republiky  | | Obkladové čočky                                                                      | Václav Cigler (*1929)                                          | — 1985 —            | obklad, sklo                           | nástupiště |
| Náměstí Republiky  | | skleněná mozaika ve východním vestibulu (†)                                          | Jan Grimm (1943–2012)                                          | — 1985 —            | mozaika, sklo                          | východní vestibul, odstraněno |
| Náměstí Republiky  | | Úprava náměstí s fontánkou (†)                                                       | Anna Hübschmannová (*1944)                                     | — 1985 —            | fontána                                | západní výstup, exteriér, odstraněno                                                                                              |
| Florenc (B)        | Kategorie „Vertikální plastika času (Rudolf Svoboda)“ na Wikimedia Commons                           | Hodiny před stanicí metra (Vertikální plastika času)                                 | Rudolf Svoboda (1924–1984)                                     | — 1985 —            | hodiny, slitiny železa                 | exteriér v červenci 2020 byl sloup demontován a odvezen k opravě                                                                  |
| Florenc (B)        | | Mozaikové kompozice (†)                                                              | Martin Sladký (1920–2015) Jiří Lasovský                        | — 1985 2015         | mozaika                                | bývalé Švermovy sady |
| Křižíkova          | | Světelné objekty (†)                                                                 | Václav Cigler (*1929)                                          | — 1990 po 1989      | reliéfní vitráž, sklo                  | vestibul, zakryto obchodem |
| Křižíkova          | | Pítka (2†)                                                                           | Petr Šedivý (*1948)                                            | — 1990 2002         | fontána, žula                          | exteriér, zaniklo při rekonstrukci stanice po povodni roku 2002                                                                   |
| Invalidovna        | Kategorie „Sport (stained-glass window by Eva Heřmanská)“ na Wikimedia Commons                       | Sport                                                                                | Eva Heřmanská (*1950)                                          | — 1990 —            | vitráž, sklo                           | vestibul |
| Palmovka           | Kategorie „Soukolí (sculpture by Alexius Appl)“ na Wikimedia Commons                                 | Soukolí (Moderní doprava)                                                            | Alexius Appl (*1944)                                           | (1987) 1990 —       | socha, nerezová ocel                   | východní vestibul |
| Českomoravská      | Kategorie „Relief in Českomoravská metro station (Vladimír Janouch)“ na Wikimedia Commons            | Doprava                                                                              | Ladislav Janouch (*1944)                                       | — 1990 —            | reliéf, keramika                       | vestibul |
| Kolbenova          | Kategorie „Busta Emila Kolbena (metro Kolbenova)“ na Wikimedia Commons                               | Busta Emila Kolbena (†)                                                              | neuveden                                                       | — 2001 2013         | busta, bronz                           | vestibul, zcizeno 28. července 2013                                                                                               |